# Précy-sur-Vrin

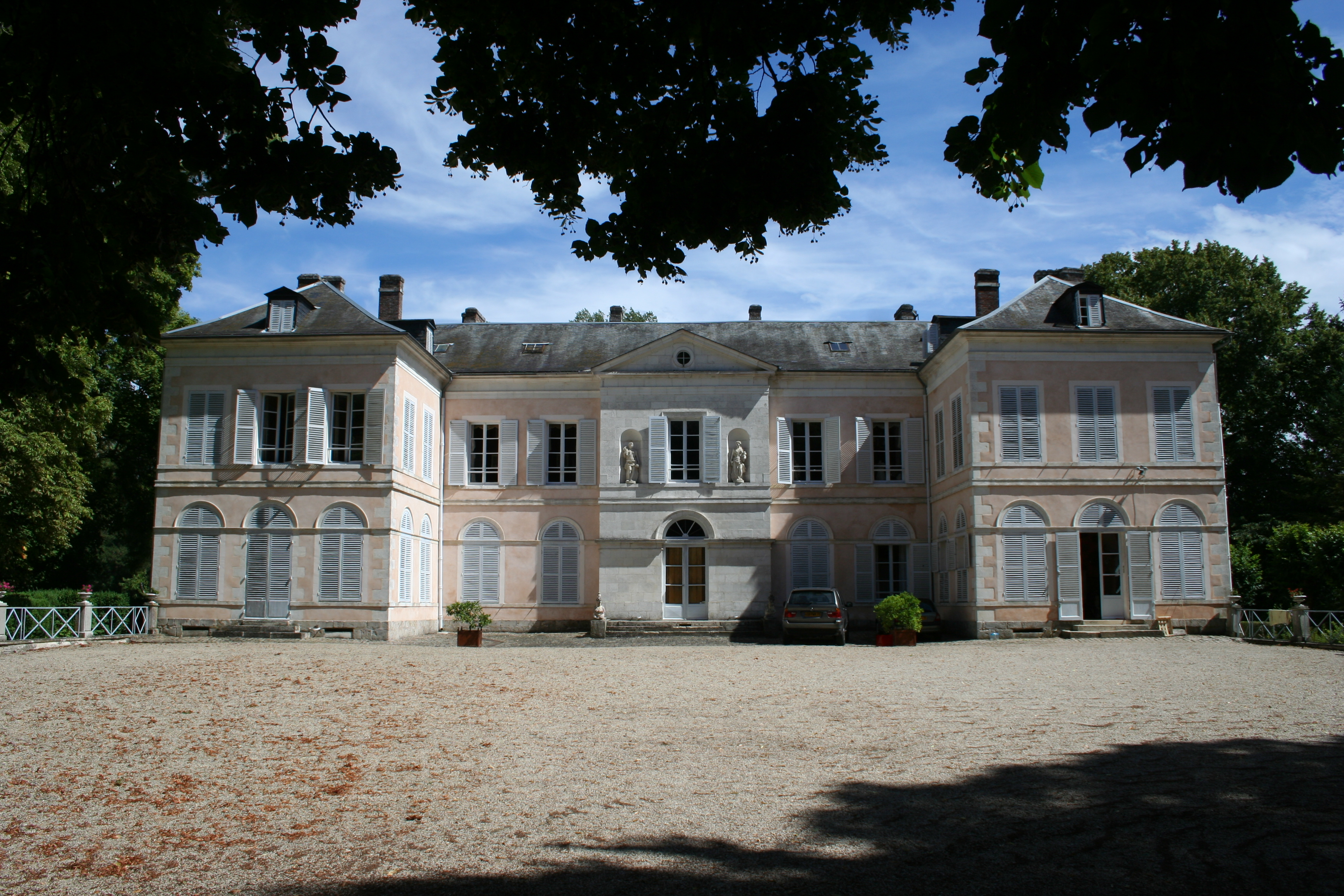
Kasteel

Précy-sur-Vrin is een gemeente in het Franse departement Yonne (regio Bourgogne-Franche-Comté) en telt 478 inwoners (2005). De plaats maakt deel uit van het arrondissement Sens.

## Geografie
De oppervlakte van Précy-sur-Vrin bedraagt 21,1 km², de bevolkingsdichtheid is 22,7 inwoners per km².
De onderstaande kaart toont de ligging van Précy-sur-Vrin met de belangrijkste infrastructuur en aangrenzende gemeenten.

## Demografie
Onderstaande figuur toont het verloop van het inwonertal (bron: INSEE-tellingen).